# دائرة الضرائب (أرمينيا)

شعار دائرة الضرائب الأرمنيَّة

دائرة الضرائب الأرمنية (بالأرمنية: Հայաստանի հարկային ծառայություն)‏ هي إدارة فرعية تابعة للجنة إيرادات الدولة المسؤولة عن خدمات الضرائب والإيرادات نيابة عن الحكومة الأرمينية، ومقرها في يريفان.
دائرة الضرائب الأرمنية هي الهيئة الرسمية التي تنظم خدمات الضَّرائب في أرمينيا. وهو القسم المسؤول عن تحصيل الضرائب (بما في ذلك ضريبة الدخل وضريبة الشركات في البلاد)، ومنع المخالفات الضريبية والتهرُّب الضريبي، وتدريب موظفي الضرائب، وتنفيذ برامج الإصلاح الضريبي، بما في ذلك تحديث الآليات الضريبية في أرمينيا. تم إنشاء القسم في 2 أكتوبر 1991. أرمينيا هي عضو في صندوق النقد الدولي، والمنظمة الأوروبية لإدارات الضرائب، وصدقت على اتفاقية المساعدة الإدارية المتبادلة في المسائل الضريبية في فبراير 2020.

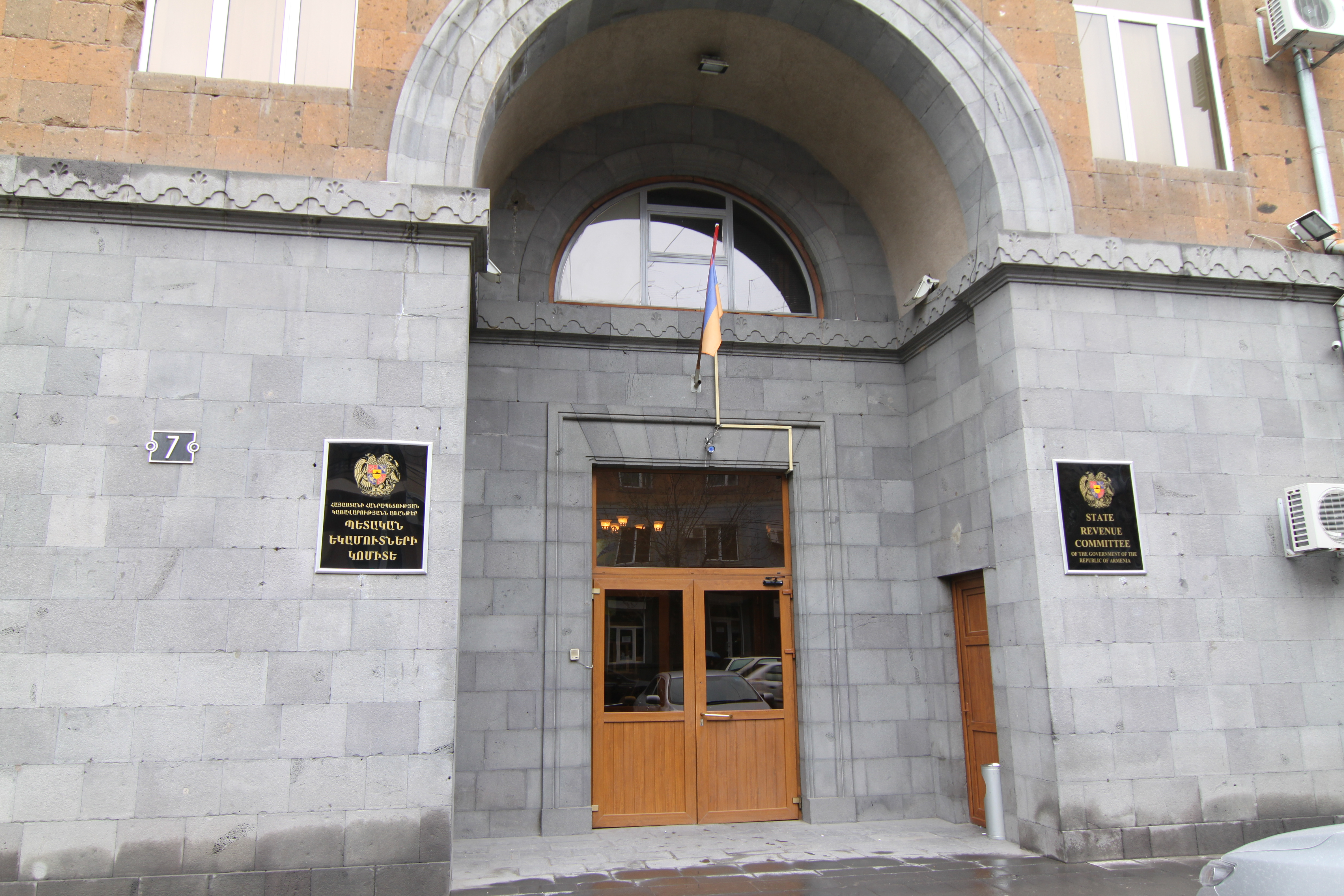
مقر لجنة إيرادات الدولة (التي تضم دائرة الجمارك الأرمينية ودائرة الضرائب الأرمنية).